# LU LU LU
「LU LU LU」（ル・ル・ル）は、ハロー!プロジェクトのユニットGAMの3rdシングルである。2007年3月21日にアップフロントワークス（hachamaレーベル）からリリースされた。

## 概要
- 初回生産限定盤はCD+DVDで、通常盤はCDのみである。
- 2007年3月28日にシングルVがリリースされている。

## 収録曲

### CD
全作詞・作曲：つんく
1. LU LU LU
編曲：大久保薫
2. FAMILY
編曲：湯浅公一
3. LU LU LU (Instrumental)

### 初回生産限定盤付属DVD
1. LU LU LU (Close-up Ver:White)

## 参加ミュージシャン
LU LU LU
- プログラミング：大久保薫
- ギター：飯室博
- ストリングス：弦一徹ストリングス
- コーラス：CHINO

FAMILY
- プログラミング：湯浅公一
- ギター：鎌田浩二
- コーラス：CHINO

## シングルV (DVD)
収録内容
1. LU LU LU
2. LU LU LU (Close-up Ver.)
3. メイキング映像